# Rébellion de Wa
La guerre civile de Wa ou grande rébellion de Wa (倭国大乱, wakoku tairan), est une période de troubles et de guerre dans l'ancien Japon (Wa) à la fin de la période Yayoi (IIe siècle apr. J.-C.). C'est la plus ancienne guerre au Japon documentée par écrit. La paix est restaurée vers 180 environ, lorsque la chamane reine Himiko (Pimiko) de Yamataikoku prend le contrôle de la région,.

## Sources écrites chinoises
La guerre appartient à la période protohistorique du Japon. Alors que les premières chroniques nationales japonaises, le Kojiki et le Nihon Shoki, commencent leur narration à partir de l'« âge des dieux », ils sont en grande partie mythologique par nature et les événements dans le Nihon Shoki ne sont historiquement fiables qu'après environ la fin du VIe siècle. Les histoires dynastiques chinoises sont une source écrite importante pour l'histoire du Japon avant le VIe siècle et contiennent le seul compte rendu écrit de cette guerre du IIe siècle. L'histoire japonaise est relatée dans les sections sur les voisins « barbares » de la Chine à la fin de chaque histoire dynastique sous la forme d'une note plutôt que d'un chapitre important. L'information sur le conflit est par conséquent très limitée. La première mention se trouve dans le Wei Zhi (environ 297) qui fait partie des Chroniques des Trois Royaumes. Les histoires postérieures citant le conflit comme le Livre des Han postérieurs (ca. 445), le Livre des Liang (635), le Livre des Sui (636) et l'Histoire des dynasties du Nord (milieu du VIIe siècle) s'inspirent beaucoup des travaux antérieurs.
Voici les passages complets du Wei Zhi, du Livre des Han postérieurs, du Livre des Sui et de l'Histoire des dynasties du Nord traitant de la guerre civile :

« Le pays avait autrefois un homme comme souverain. Pendant quelque soixante-dix ou quatre-vingts ans après, il y avait des troubles et la guerre. Là-dessus, les gens étaient d'accord sur une femme pour souveraine. Son nom était Pimiko. »

— Histoire du royaume des Wei (Wei Zhi), Accounts of the Eastern Barbarians

« Durant les règnes des empereurs Huandi [147–168] et Lingdi [168–189] le pays de Wa était dans un état de grande confusion, la guerre et les conflits faisaient rage de tous les côtés. Pendant un certain nombre d'années, il n'y avait pas de règle. Puis une femme nommée Pimiko apparu. Restant célibataire, elle s'occupa de la magie et de la sorcellerie et ensorcela la population. Là-dessus, ils l'ont placée sur le trône. »

— Livre des Han postérieurs, Accounts of the Eastern Barbarians

« Sous le règne de Huandi et Lingdi ce pays qui était dans un grand désordre, dont les habitants avaient progressivement fait la guerre les uns contre les autres, de sorte que, au fil des ans, il en était venu à être sans souverain. Il y avait là une femme nommée Himiko, qui, par l'utilisation des esprits, a pu confondre beaucoup de gens, de sorte que ses compatriotes ensemble en ont fait leur monarque. »

— Livre des Sui, Accounts of the Eastern Barbarians

« Sous le règne de Lingdi ce pays qui était dans un grand désordre, dont les habitants avaient progressivement fait la guerre les uns contre les autres, de sorte que, au fil des ans, il en était venu à être sans souverain. »

— Histoire des dynasties du nord
Le Livre des Liang parle de « grandes perturbations » entre 178 et 183.

## Archéologie
Il n'existe aucune preuve archéologique directe de la guerre civile. Cependant des découvertes archéologiques d'armes en  pierre ou en métal et des défenses de villages, en particulier de l'est de la mer intérieure à Kinki, soutiennent la thèse de l'apparition de batailles au cours de la période Yayoi.

## Discussion
Même si le déroulement de base des événements est le même dans toutes les histoires, elles diffèrent dans les détails et la langue. En raison du peu d'informations fournies dans les sources, diverses théories ont été avancées par les historiens.
La période Yayoi se caractérise par l'introduction de la culture du riz et de la métallurgie en provenance de Chine ou de Corée, l'évolution vers une société agraire et la mise en place d'une structure de classes sociales. Au milieu de la période Yayoi, les dirigeants de la communauté ont réussi à étendre leur autorité sur de petites régions de la taille des circonscriptions actuelles, grâce en partie au contrôle des importations et de la technique. Ces petits États ont établi des relations diplomatiques avec la Chine au Ier siècle et l'afflux accru de biens et de technologies comme la reconnaissance de certains chefs locaux par la Chine ont conduit à une poursuite de la consolidation du pouvoir politique.

### Lieu
La guerre est censée s'être déroulée autour de Yamatai, la chefferie que dirigeait Himiko. Cependant l'emplacement exact de Yamatai au Japon n'est pas connu et constitue une source majeure de débat dans l'ancienne histoire du Japon, la plupart des chercheurs favorisant un emplacement dans le nord soit Kyūshū ou Kínai, ce dernier étant à proximité de l'ancienne province de Yamato, le précédent proche de Fukuoka, avec qui il pourrait partager son nom,.

### Époque
Toutes les sources historiques s'accordent à dire que le conflit s'est produit dans la dernière partie du IIe siècle et a pris fin dans les années 180. Cependant, il est diversement mentionné comme ayant duré de cinq à quatre-vingt ans. La distinction de « grands » (troubles) dans le Livre des Liang suggère que des combats antérieurs qui sont inclus dans les délais plus longs d'autres sources étaient comparablement mineurs et ne valaient pas la peine d'être mentionnés par les auteurs du Shu Liang.

### Cause
La cause de la guerre n'est pas connue. Une situation politique qui couvait au milieu du IIe siècle ou une lutte de pouvoir entre les royaumes Wa ont été cités comme origines possibles,.

### Conséquences
Le nombre de chefferies connues des Chinois a été réduit de plus d'une centaine avant la guerre à une trentaine à l'époque de Himiko,,,. La rébellion a également conduit à la formation d'un premier système politique sous la règle de Himiko et en tant que telle est considérée comme un tournant entre la période Yayoi et la période Kofun,.